# Conferència de Wannsee

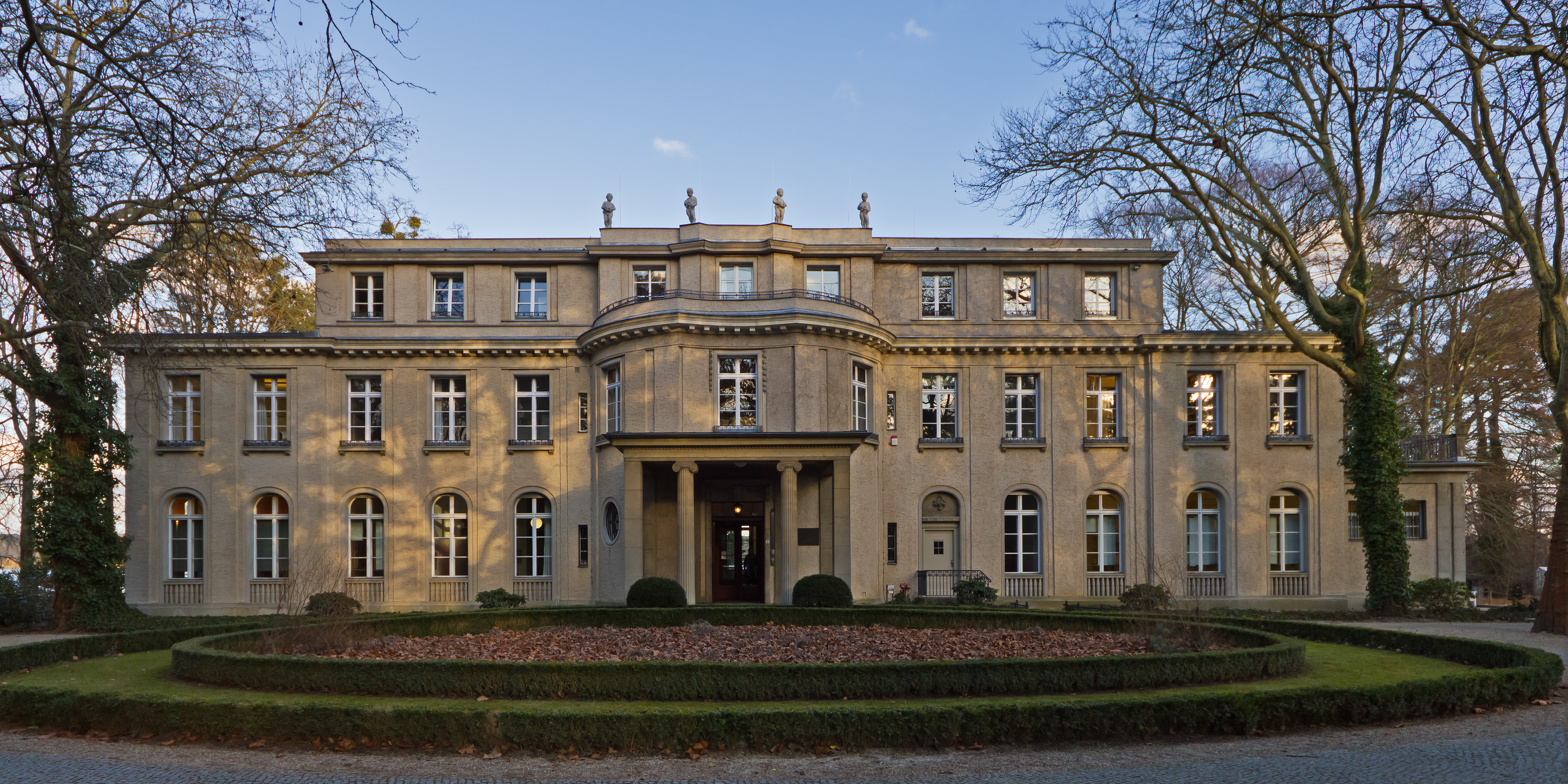
The villa Am Großen Wannsee 56–58, where the Wannsee Conference was held, is now a memorial and museum.

La Conferència de Wannsee (en alemany: Wannseekonferenz) va ser una reunió d'alts funcionaris governamentals de l'Alemanya nazi i dels líders de la Schutzstaffel (SS), celebrada al suburbi berlinès de Wannsee el 20 de gener de 1942. L'objectiu de la conferència, convocada pel director de l'Oficina principal de seguretat del Reich, l'SS-Obergruppenführer' Reinhard Heydrich, era garantir la cooperació dels líders administratius de diversos departaments governamentals en la implementació de la solució final a la qüestió jueva, a través de la qual els nazis pretenien deportar la majoria dels jueus de l'Europa ocupada pels alemanys a la Polònia ocupada, on serien assassinats. Entre els participants de la conferència hi havia representants de diversos ministeris governamentals, inclosos els secretaris d'Estat del Ministeri d'Afers Exteriors, els ministeris de justícia, interiors i estatals, i representants de les SS. En el transcurs de la reunió, Heydrich va exposar com els jueus europeus serien arrestats i enviats als camps d'extermini del Govern General (la part ocupada de Polònia), on serien assassinats.
La discriminació contra els jueus va començar immediatament després de la presa del poder nazi el 30 de gener de 1933. El règim nazi va utilitzar la violència i la pressió econòmica per animar els jueus a abandonar voluntàriament el país. Després de la invasió de Polònia el setembre de 1939, va començar l'extermini dels jueus europeus i els assassinats van continuar i es van accelerar després de la invasió de la Unió Soviètica el juny de 1941. El 31 de juliol de 1941, Hermann Göring va donar autorització per escrit a Heydrich per preparar i presentar un pla per a una "solució total de la qüestió jueva" en territoris sota control alemany i per coordinar la participació de totes les organitzacions governamentals implicades. A la Conferència de Wannsee, Heydrich va destacar que un cop finalitzat el procés de deportació, el destí dels deportats es convertiria en un assumpte intern sota la competència de les SS. Un objectiu secundari era arribar a una definició de qui era jueu.
Una còpia del Protocol amb les actes distribuïdes de la reunió va sobreviure la Segona Guerra Mundial. Va ser trobat per Robert Kempner el març de 1947 entre fitxers que havien estat confiscats al Ministeri d'Afers Exteriors alemany i es va utilitzar com a prova en els posteriors judicis de Nuremberg. La Wannsee House, seu de la conferència, és ara un monument commemoratiu de l'Holocaust.

## Rerefons
La discriminació legalitzada contra els jueus a Alemanya va començar immediatament després de la presa nazi del poder el gener de 1933. El règim nazi va utilitzar la violència i la pressió econòmica per animar els jueus a abandonar voluntàriament el país. La ideologia del nazisme reunia elements d'antisemitisme, higiene racial i eugenèsia i els combinava amb el pan-germanisme i l'expansionisme territorial amb l'objectiu d'obtenir més Lebensraum (espai vital) per al poble germànic. L'Alemanya nazi va intentar obtenir aquest nou territori atacant Polònia i la Unió Soviètica, amb la intenció de deportar o exterminar els jueus i eslaus que hi vivien, que eren considerats inferiors a la raça mestra ària.
La discriminació contra els jueus, des de fa molt de temps, però extralegal, en gran part d'Europa en aquest moment, va ser codificada a Alemanya immediatament després de l'ascens dels nazis a el poder el 30 de gener de 1933. La Llei per a la Restauració de la funció pública professional, transmet el 7 d'abril d'aquell any, va excloure la majoria dels jueus de la professió d'advocat i del servei públic. Una legislació similar aviat va privar altres jueus del dret a exercir les seves professions. El règim va utilitzar la violència i la pressió econòmica per obligar els jueus a abandonar el país. A les empreses jueves se'ls va negar l'accés als mercats, se'ls va prohibir la publicitat als diaris i se'ls va privar l'accés als contractes governamentals. Els ciutadans van ser assetjats i sotmesos a violents atacs i boicots als seus negocis.

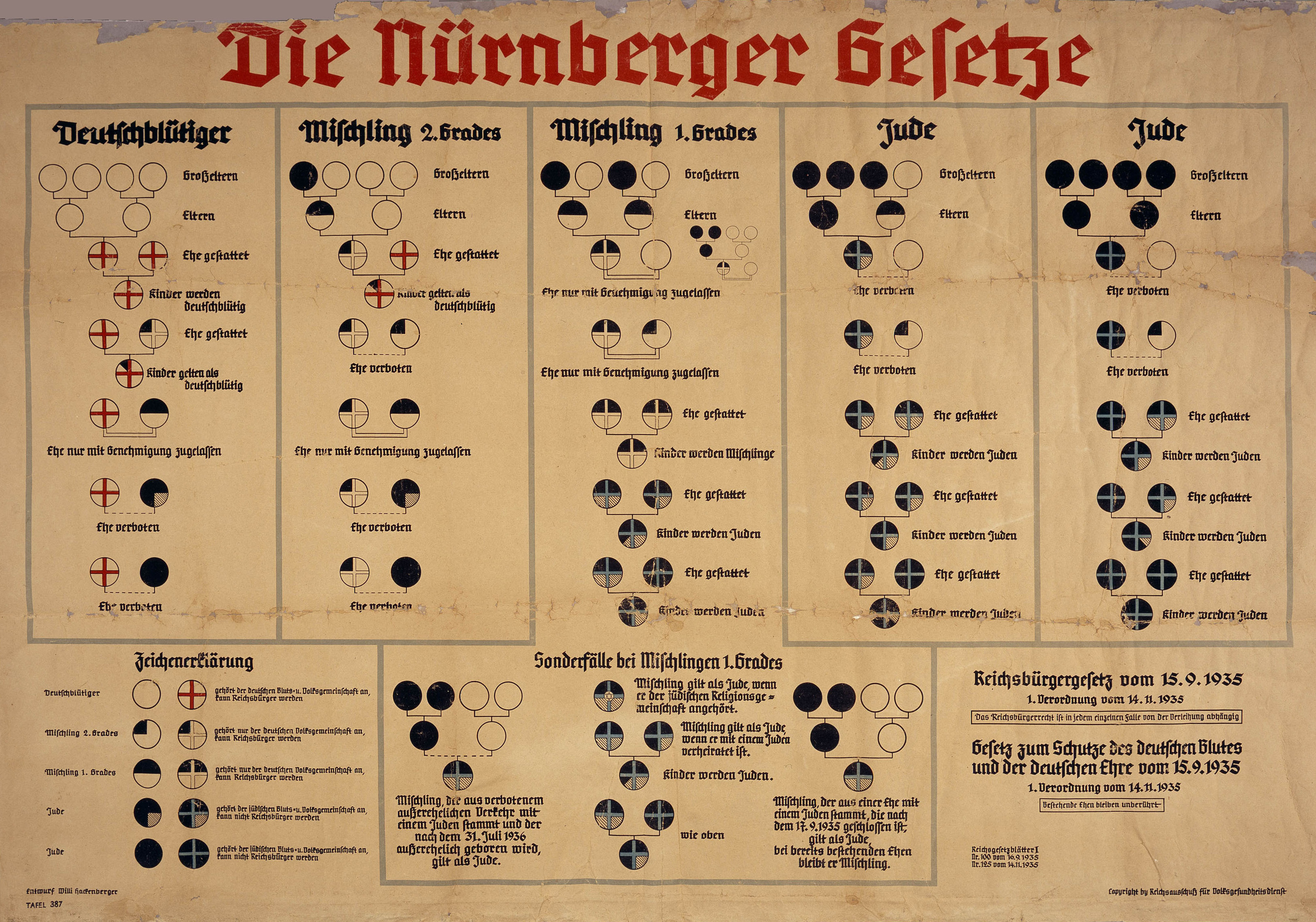
El gràfic de 1935 mostra classificacions racials segons les lleis de Nuremberg: alemany, Mischlinge i jueu.

El setembre de 1935 es van promulgar les lleis de Nuremberg, que prohibien els matrimonis entre jueus i persones d'extracció germànica, les relacions sexuals extraconjugals entre jueus i alemanys i l'ocupació de dones alemanyes menors de 45 anys com a serventes domèstiques en llars jueves. La Llei de Ciutadania del Reich establia que només es definien els ciutadans de sang alemanya o afins; així, els jueus i altres grups minoritaris van ser privats de la seva ciutadania alemanya. Un decret complementari emès al novembre es definia com a jueu qualsevol persona amb tres avis jueus, o dos avis, si es seguia la fe jueva. Al començament de la Segona Guerra Mundial el 1939, prop de 250.000 dels 437.000 jueus alemanys van emigrar als Estats Units, Palestina, Gran Bretanya i altres països.
Després de la invasió de Polònia el setembre de 1939, Hitler va ordenar que es destruís la direcció i la intel·lectualitat poloneses El Sonderfahndungsbuch Polen (Llibre especial de processament de Polònia) —llistes de persones a matar— havia estat redactat per les SS ja al maig de 1939. Els Einsatzgruppen (grups especials de tasques) van realitzar aquests assassinats amb el suport de el Volksdeutscher Selbstschutz (grup germànic d'autoprotecció), un grup paramilitar format per alemanys ètnics que vivien a Polònia. Membres de les SS, de la Wehrmacht (Forces Armades Alemanyes) i de l'Ordnungspolizei (Ordre de la Policia; Orpo) també van afusellar civils durant la campanya polonesa. Aproximadament 65.000 civils van morir a finals de 1939. A més dels líders de la societat polonesa, van matar jueus, prostitutes, gitanos i malalts mentals.
El 31 de juliol de 1941, Hermann Göring va autoritzar per escrit al SS-Obergruppenführer Reinhard Heydrich, cap de l'oficina principal de seguretat del Reich (RSHA), per preparar i presentar un pla per a una "solució total de la qüestió jueva" a territoris sota control alemany i per coordinar la participació de totes les organitzacions governamentals implicades. El Generalplan Ost (Pla General per a l'Est) resultant demanava la deportació de la població de l'Europa de l'Est ocupada i la Unió Soviètica a Sibèria, per a ser utilitzada com a mà d'obra esclava o ser assassinar-la. L'acta de la conferència de Wannsee calculava que la població jueva de la Unió Soviètica era de cinc milions, inclosos gairebé tres milions a Ucraïna.
A més d'eliminar els jueus, els nazis també van planejar reduir la població dels territoris conquerits en 30 milions de persones mitjançant la fam en una acció anomenada el Pla de la fam ideat per Herbert Backe. El subministrament d'aliments es desviaria a l'exèrcit i als civils alemanys. Les ciutats serien arrasades i la terra es permetria tornar al bosc o ser reassentada pels colons alemanys. L'objectiu del Pla de la Fam era infligir fam deliberat de masses a les poblacions civils eslaves sota ocupació alemanya dirigint tots els subministraments d'aliments a la població d'origen alemanya i a la Wehrmacht al front oriental. Segons l'historiador Timothy Snyder, "4,2 milions de ciutadans soviètics (en gran part russos, belarussos i ucraïnesos) van morir de fam" pels nazis (i la Wehrmacht controlada pels nazis) entre 1941 i 1944 com a resultat del pla de Backe.
Les collites van ser pobres a Alemanya el 1940 i el 1941 i el subministrament d'aliments eren escàs, ja que s'havia introduït una gran quantitat de treballadors forçats al país per treballar a la indústria armamentística. Si aquests treballadors —i també el poble alemany— rebessin una alimentació adequada, hauria d'haver una forta reducció del nombre de “boques inútils”, dels quals eren els milions de jueus sota domini alemany, a la llum de La ideologia nazi, l'exemple més evident.
En el moment de la conferència de Wannsee, la matança de jueus a la Unió Soviètica ja feia mesos que estava en marxa. Des del començament de l'Operació Barbarroja —la invasió de la Unió Soviètica—, els Einsatzgruppen van rebre l'encàrrec de seguir l'exèrcit cap a les zones conquerides i reunir i matar jueus. En una carta datada el 2 de juliol de 1941, Heydrich va comunicar als seus líders de la SS i de la policia que els Einsatzgruppen havien d'executar funcionaris de la Komintern, membres del Partit Comunista, membres del Partit Comunista extremistes i radicals, comissaris populars i jueus en càrrecs del partit i del govern. Es van donar instruccions obertes per executar "altres elements radicals (sabotejadors, propagandistes, franctiradors, assassins, agitadors, etc.)". Va instruir que els pogroms iniciats espontàniament pels ocupants dels territoris conquerits havien de ser encoratjats tranquil·lament. El 8 de juliol, va anunciar que tots els jueus havien de ser considerats partidaris i va ordenar que tots els jueus homes d'entre 15 i 45 anys fossin afusellats. A l'agost, la xarxa s'havia eixamplat per incloure dones, nens i gent gran, tota la població jueva. Quan la planificació de la Conferència de Wannsee estava en marxa, ja havien mort centenars de milers de jueus polonesos, serbis i russos. El pla inicial era implementar el Generalplan Ost després de la conquesta de la Unió Soviètica. Els jueus europeus serien deportats a parts ocupades de Rússia, on treballarien fins a la mort en projectes de construcció de carreteres.

## Planificant la conferència

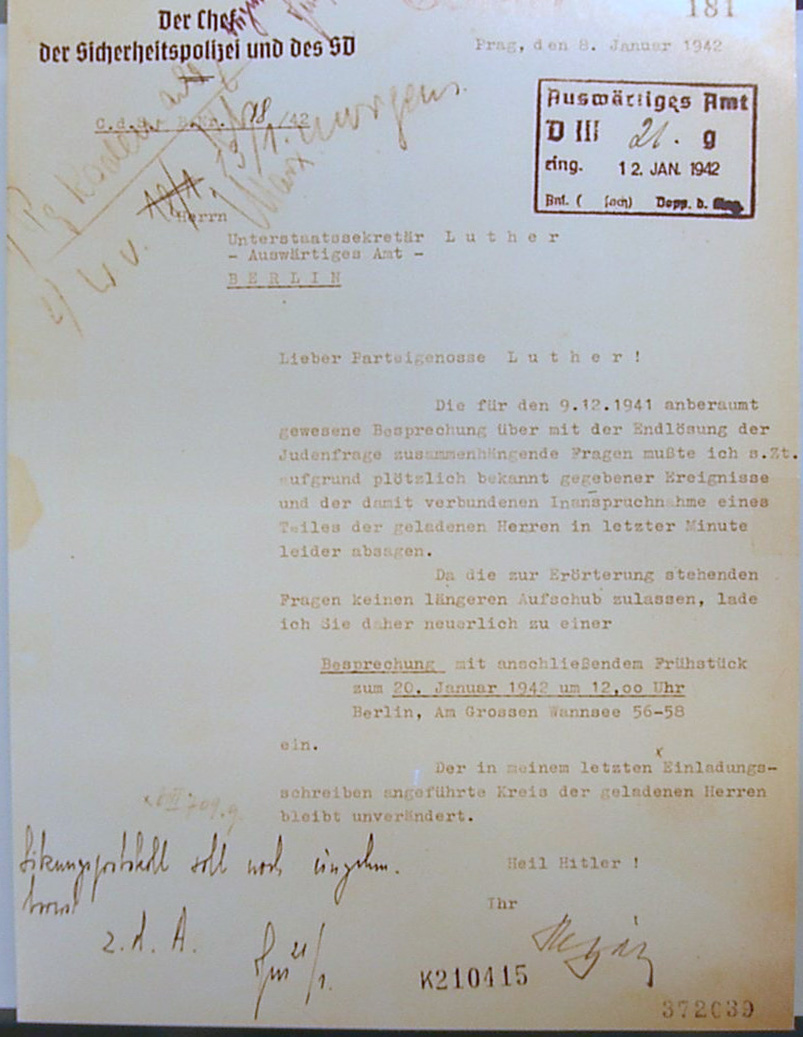
Carta de Heydrich a Martin Luther (diplomàtic)\\Martin Luther, subsecretari del Ministeri d'Afers Exteriors, per notificar-li que la conferència s'endarreriria.

El 29 de novembre de 1941, Heydrich va enviar invitacions per a una conferència ministerial que se celebraria el 9 de desembre a les oficines de la Interpol a at Am Kleinen Wannsee 16. Va canviar el lloc el 4 de desembre al lloc final de la reunió. Va adjuntar una còpia d'una carta de Göring de data 31 de juliol que l'autoritzava a planificar l'anomenada solució final a la qüestió jueva. Els ministeris a representar van ser Interior, Justícia, el pla quadriennal, propaganda i el Ministeri del Reich per als territoris orientals ocupats.
Entre la data de sortida de les invitacions a la conferència (29 de novembre) i la data de la primera reunió cancel·lada (9 de desembre), la situació va canviar. El 5 de desembre de 1941, l'exèrcit soviètic va començar una contraofensiva davant de Moscou, posant fi a la perspectiva d'una ràpida conquesta de la Unió Soviètica. El 7 de desembre de 1941, els japonesos van atacar els Estats Units a Pearl Harbor, fent que els declaressin la guerra al Japó l'endemà. El govern del Reich va declarar la guerra als Estats Units l'11 de desembre. Alguns convidats van participar en aquests preparatius, de manera que Heydrich va ajornar la seva reunió. En algun moment d'aquesta època, Hitler va decidir que els jueus d'Europa havien de ser exterminats immediatament, en lloc de després de la guerra, que ara no tenia fi a la vista. A la reunió de la cancelleria del Reich del 12 de desembre de 1941, es va reunir amb alts càrrecs del partit i va deixar clares les seves intencions. El 18 de desembre, Hitler va discutir el destí dels jueus amb Himmler al Wolfsschanze. Després de la reunió, Himmler va fer una nota sobre el seu calendari de serveis, que simplement deia: "La qüestió jueva / ser destruïda com a partisans".
La guerra encara estava en curs i, atès que el transport de masses de persones a una zona de combat era impossible, Heydrich va decidir que els jueus que vivien actualment al Govern General (la zona ocupada pels alemanys de Polònia) serien assassinats als camps d'extermini establerts a les zones ocupades de Polònia, igual que els jueus de la resta d'Europa.
El 8 de gener de 1942, Heydrich va enviar noves invitacions a una reunió que se celebraria el 20 de gener. La conferència reprogramada va tenir lloc a una vil·la de Am Großen Wannsee 56–58, amb vistes al Großer Wannsee. La vila havia estat comprada a Friedrich Minoux el 1940 per la Sicherheitsdienst (Força de Seguretat; SD) per utilitzar-la com a centre de conferències i casa d'hostes.

## Assistents
Heydrich va convidar a representants de diversos ministeris governamentals, inclosos els secretaris d'Estat del Ministeri d'Afers Exteriors, el Ministeri de Justícia, Interior i d'Estat, i representants de les SS. El procés de difusió d'informació sobre el destí dels jueus ja estava ben iniciat quan es va celebrar la reunió. Dels 15 assistents, 8 tenien un doctorat acadèmic.
| Nom                                                     | Foto | Títol | Organització                                                   | Superior |
| ------------------------------------------------------- | ---- | --- | -------------------------------------------------------------- | --- |
| SS-Obergruppenführer (tinent general) Reinhard Heydrich |      | Cap de la RSHA Protector de Bohèmia i Moravia President                                                                | Schutzstaffel (SS)                                             | Reichsführer-SS Heinrich Himmler                                                                                            |
| SS-Gruppenführer (Major-General) Otto Hofmann           |      | Cap de l'oficina principal de curses i assentaments de les SS (RuSHA)                                                  | Schutzstaffel (SS)                                             | Reichsführer-SS Heinrich Himmler                                                                                            |
| SS-Gruppenführer (Major-General) Heinrich Müller        |      | Cap d'Amt IV (Gestapo)                                                                                                 | Oficina principal de seguretat del Reich (RSHA), Schutzstaffel | Cap de la RSHA SS-Obergruppenführer Reinhard Heydrich                                                                       |
| SS-Oberführer Dr. Karl Eberhard Schöngarth              |      | Comandant del SiPo i de la SD al Govern General                                                                        | SiPo i SD, RSHA, Schutzstaffel                                 | Cap de la RSHA SS-Obergruppenführer Reinhard Heydrich                                                                       |
| SS-OberführerDr. Gerhard Klopfer                        |      | Secretari permanent | Cancelleria del partit nazi                                    | Cap de la cancelleria del partit Martin Bormann                                                                             |
| SS-Obersturmbannführer (tinent coronel) Adolf Eichmann  |      | Cap del Referat IV B4 del secretari de gravació de la Gestapo                                                          | Gestapo, RSHA, Schutzstaffel                                   | Cap de l'Amt IV SS-Gruppenführer Heinrich Müller                                                                            |
| SS-Sturmbannführer (Major) Dr. Rudolf Lange             |      | Comandant del SiPo i de la SD a Letònia; Comandant adjunt del SiPo i de la SD per al cap RKO Cap del Einsatzkommando 2 | SiPo and SD, RSHA, Schutzstaffel                               | SS-Brigadeführer (Brigadier General) and Generalmajor der Polizei (Brigadier-General of Police) Dr. Franz Walter Stahlecker |
| Dr. Georg Leibbrandt                                    |      | Reichsamtleiter (seu central del Reich)                                                                                | Ministeri del Reich per als territoris orientals ocupats       | Ministre del Reich per als territoris orientals ocupats, Dr. Alfred Rosenberg                                               |
| Dr. Alfred Meyer                                        |      | Gauleiter secretari d'Estat i ministre adjunt del Reich                                                                | Ministeri del Reich per als territoris orientals ocupats       | Ministre del Reich per als territoris orientals ocupats, Dr. Alfred Rosenberg                                               |
| Dr. Josef Bühler                                        |      | Secretari d'Estat | Govern general                                                 | Governador General Dr. Hans Frank                                                                                           |
| Dr. Roland Freisler                                     |      | Secretari d'Estat | Ministeri de Justícia del Reich                                | Ministre de Justícia del Reich, Dr. Franz Schlegelberger                                                                    |
| SS-Brigadeführer Dr. Wilhelm Stuckart                   |      | Secretari d'Estat | Ministeri de l'Interior del Reich                              | tre de l'Interior del Reich, Dr. Wilhelm Frick                                                                              |
| SS-Oberführer Erich Neumann                             |      | Secretari d'Estat | Oficina del plenipotenciari per al pla quadriennal             | Plenipotenciari del pla quadriennal Hermann Göring                                                                          |
| Friedrich Wilhelm Kritzinger                            |      | Secretari permanent | Cancelleria del Reich                                          | Ministre del Reich i cap de la cancelleria del Reich SS-Obergruppenführer Dr. Hans Lammers                                  |
| Martin Luther                                           |      | Subsecretari | Ministeri d'Afers Exteriors del Reich                          | Ernst von Weizsäcker, secretari d'Estat del ministre d'Afers Exteriors del Reich, Joachim von Ribbentrop                    |

## Procediments

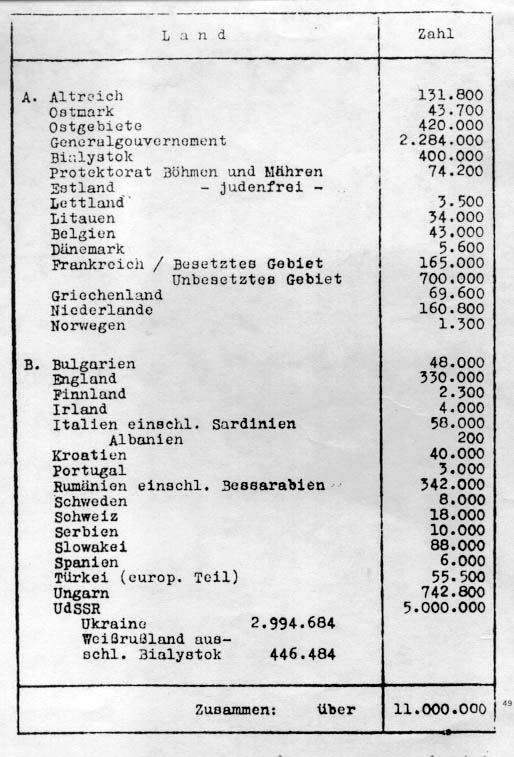
Llista d'Eichmann.

En preparació per a la conferència, Eichmann va redactar una llista del nombre de jueus als diferents països europeus. Els països es van classificar en dos grups, "A" i "B". Els països "A" eren aquells sota control o ocupació directa del Reich (o parcialment ocupats i en repòs, en el cas de la França de Vichy); els països "B" eren estats aliats o clients, neutrals o en guerra amb Alemanya. Les xifres reflecteixen la població jueva estimada a cada país; per exemple, Estònia figura com a Judenfrei (lliure de jueus), ja que els 4.500 jueus que van romandre a Estònia després de l'ocupació alemanya havien estat exterminats a finals de 1941. La Polònia ocupada no estava a la llista perquè el país es va dividir de tres maneres entre les zones poloneses annexades per l'Alemanya nazi a l'oest, els territoris de Polònia annexionats per la Unió Soviètica a l'est i el Govern General on ja havien estat reassentats molts expulsats polonesos i jueus.
Heydrich va obrir la conferència amb un relat de les mesures antijueves adoptades a Alemanya des de la presa del poder nazi el 1933. Va dir que entre 1933 i octubre de 1941 havien emigrat 537.000 jueus alemanys, austríacs i txecs. Aquesta informació va ser extreta d'un document informatiu que li va preparar la setmana anterior Eichmann.
Heydrich va informar que hi havia aproximadament onze milions de jueus a tot Europa, dels quals la meitat eren a països que no estaven sota control alemany. Va explicar que, atès que Himmler havia prohibit l'emigració jueva, hi hauria una nova solució: "evacuar" els jueus cap a l'est. Aquesta seria una solució temporal, un pas cap a la "solució final de la qüestió jueva".".
| « | Sota la guia adequada, en el curs de la solució final, els jueus han d'ésser assignats per treballar a l'est. Els jueus amb cos capaç, separats segons el sexe, seran portats en grans columnes de treball a aquestes zones per treballar a les carreteres, en el transcurs de les quals, sens dubte, una gran part serà eliminada per causes naturals. El possible romanent final, ja que sens dubte consistirà en la porció més resistent, haurà de ser tractat en conseqüència, ja que és el producte de la selecció natural i, si s'allibera, actuaria com la llavor d'un nou renaixement jueu. | » |

L'historiador alemany Peter Longerich assenyala que les ordres vagues formulades en la terminologia que tenien un significat específic per als membres del règim eren freqüents, especialment quan es demanava a les persones que realitzessin activitats delictives. Als líders se'ls va informar sobre la necessitat de ser "sever" i "ferm"; tots els jueus havien de ser vistos com a enemics potencials que havien de ser tractats despietadament. La redacció del Protocol de Wannsee —l'acta distribuïda de la reunió— va deixar clar als participants que l'evacuació cap a l'est era un eufemisme de la mort.

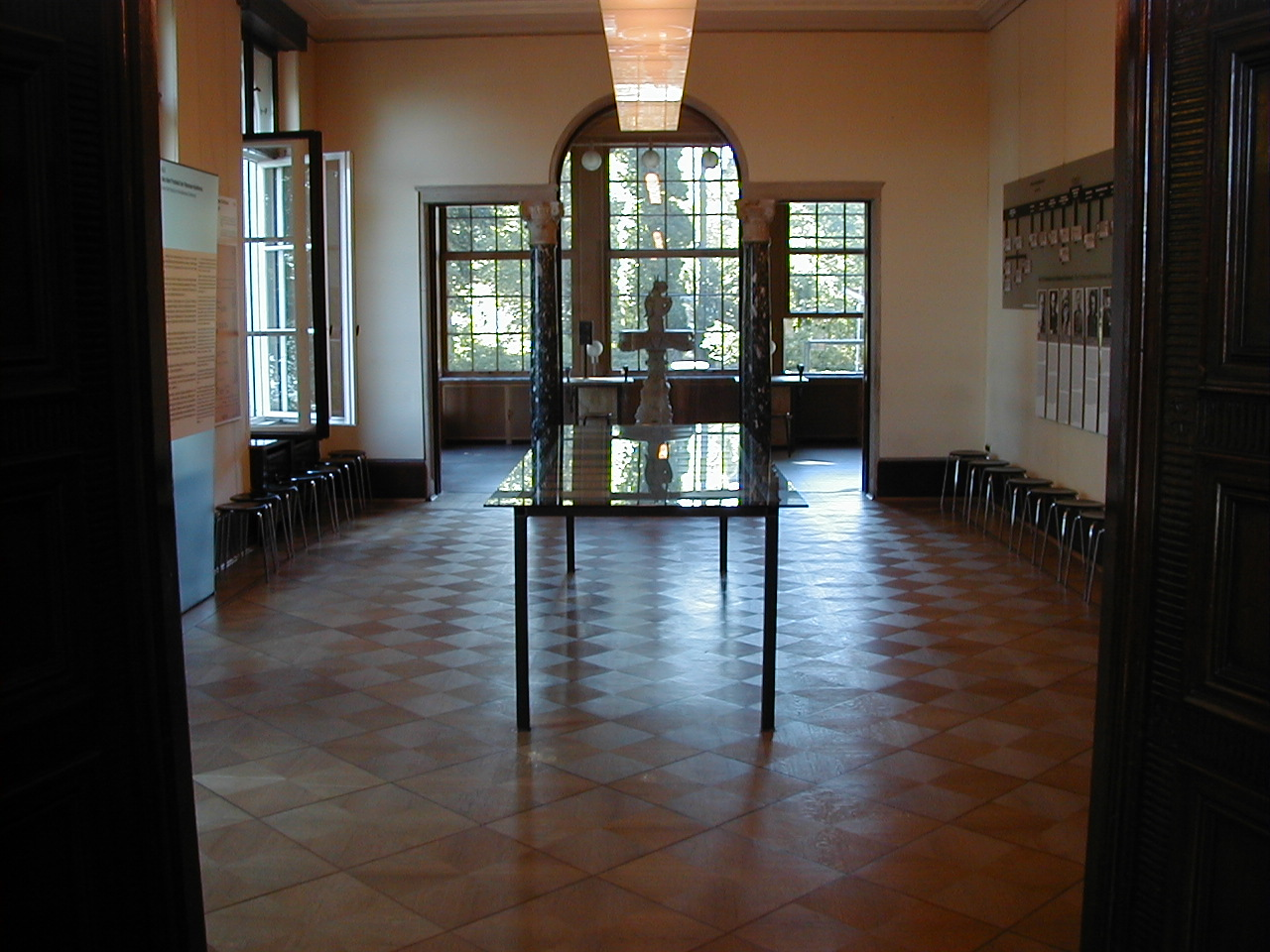
La sala de conferències de la Casa de Conferències de Wannsee, 2003

Heydrich va continuar dient que en el transcurs de la "pràctica execució de la solució final", Europa es "pentinaria d'oest a est", però que Alemanya, Àustria i el Protectorat de Bohèmia i Moravia tindrien prioritat ". a causa del problema de l'habitatge i de les necessitats socials i polítiques addicionals". Aquesta era una referència a la pressió creixent dels Gauleiters (líders regionals del partit nazi) a Alemanya perquè els jueus fossin retirats de les seves zones per permetre l'allotjament als alemanys sense llar pels bombardejos aliats, així com per fer espai per als treballadors. importats dels països ocupats. Els jueus "evacuats", va dir, primer serien enviats a "guetos de trànsit" al Govern General, Heydrich va dir que per evitar dificultats legals i polítiques, era important definir qui era un jueu a efectes d '"evacuació". Va exposar categories de persones que no serien assassinades. Els jueus de més de 65 anys i els veterans jueus de la Primera Guerra Mundial que havien estat greument ferits o que havien guanyat la Creu de Ferro podrien ser enviats al camp de concentració de Theresienstadt en lloc de ser assassinats. "Amb aquesta solució convenient", va dir, "d'un cop, s'evitaran moltes intervencions".
La situació de les persones que eren de meitat o quart de jueu i de jueus casats amb no jueus era més complexa. Segons les lleis de Nuremberg de 1935, el seu estatus havia estat deliberadament ambigu. Heydrich va anunciar que els Mischlinge (persones de raça mixta) de primer grau (persones amb dos avis jueus) serien tractades com a jueus. Això no s'aplicaria si estiguessin casats amb un no jueu i tinguessin fills per aquest matrimoni. Tampoc no s'aplicaria si els "càrrecs més alts del partit i de l'Estat" els haguessin concedit una exempció per escrit. Aquestes persones serien esterilitzades o deportades si refusessin l'esterilització. Un "Mischling de segon grau "(una persona amb un avi jueu) seria tractada com a alemanya, tret que estigués casada amb un jueu o un Mischling de primer grau, tingués un aspecte" especialment indesitjable racialment que el marca exteriorment com a jueu ", o tenia un 'historial polític que mostra que ell sent i es comporta com un jueu", les persones en aquestes últimes categories matarien, fins i tot si està casat amb no-jueus. En el cas de barrejat matrimonis, Heydrich va recomanar que cada cas s'avalués individualment i es valorés l'impacte sobre els parents alemanys. Si aquest matrimoni hagués produït fills que estaven criant-se alemanys, la parella jueva no seria assassinada. Si fossin criats com a jueus, podrien ser assassinats o enviats a un gueto per a vells. Aquestes exempcions només s'aplicaven als jueus alemanys i austríacs, i no sempre es van observar ni per a ells. A la majoria dels països ocupats, els jueus eren reunits i assassinats massivament i qualsevol persona que vivia o s'identifiqués amb la comunitat jueva en un lloc determinat era considerada com a jueva.

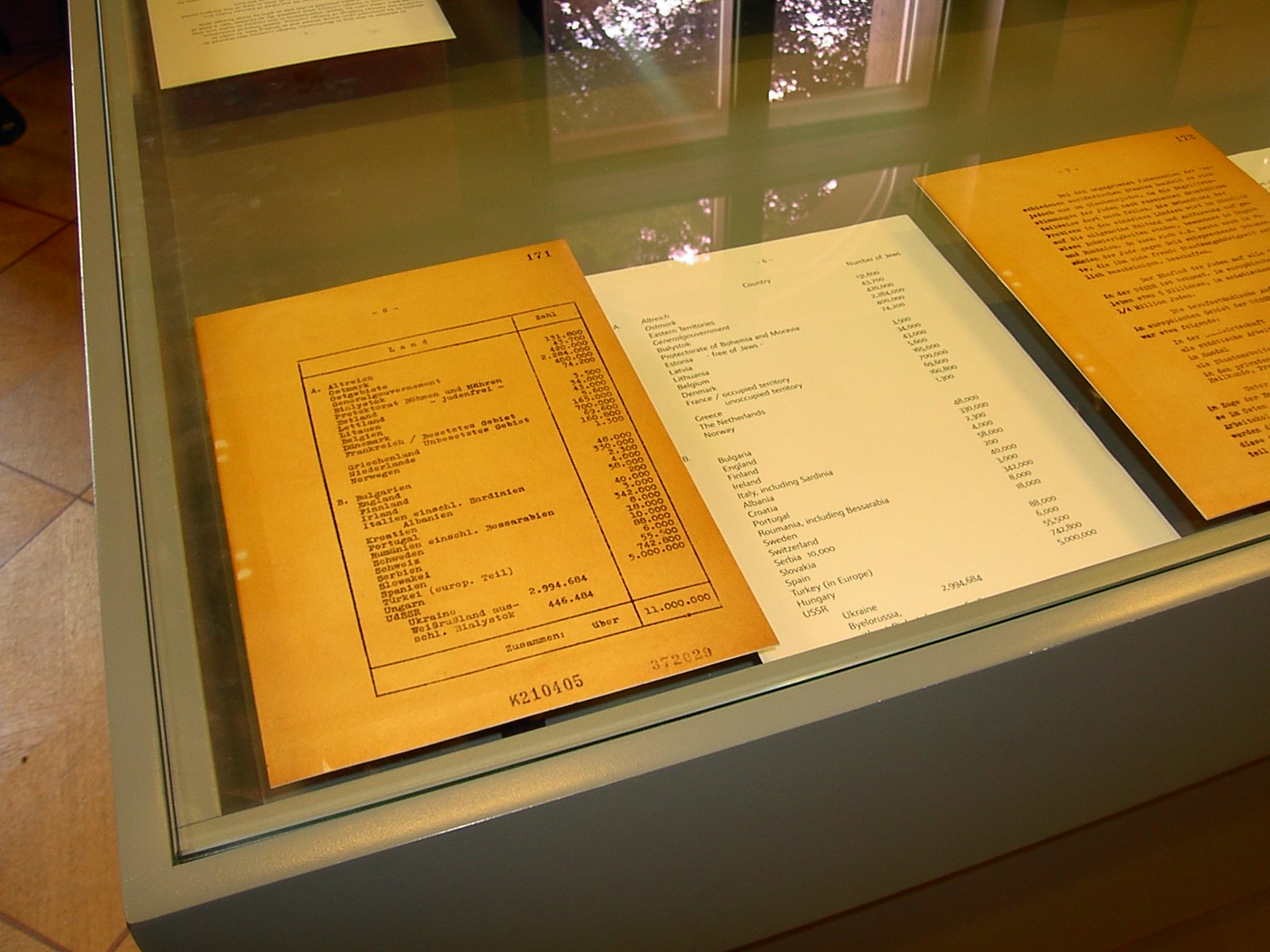
Facsímils de l'acta de la Conferència de Wannsee i de la llista d'Eichmann, presentats sota vidre al Memorial de la Casa de Conferències de Wannsee

Heydrich va comentar: "A la França ocupada i desocupada, el registre dels jueus per a l'evacuació procedirà amb tota probabilitat sense grans dificultats", però al final, la gran majoria de jueus d'origen francès van sobreviure. Es preveia més dificultat amb els aliats alemanys de Romania i Hongria. "A Romania, el govern [ara] ha nomenat un comissari per als afers jueus", va dir Heydrich. De fet, la deportació dels jueus romanesos va ser lenta i ineficient malgrat un alt grau d'antisemitisme popular. "Per resoldre la qüestió a Hongria", Heydrich va dir: aviat serà necessari forçar un conseller per a la qüestió jueva al govern hongarès". El règim hongarès de Miklós Horthy va continuar resistint la interferència alemanya en la seva política jueva fins a la primavera de 1944, quan la Wehrmacht va envair Hongria. Ben aviat, 600.000 jueus d'Hongria (i parts de Txecoslovàquia, Romania i Iugoslàvia ocupades per Hongria) van ser enviats a mort per Eichmann, amb la col·laboració de les autoritats hongareses.
Heydrich va parlar durant gairebé una hora. Després van seguir uns trenta minuts de preguntes i comentaris, seguits d'una conversa menys formal. Otto Hofmann (cap de l'oficina principal de carrera i assentament de les SS; RuSHA) i Wilhelm Stuckart (secretari d'Estat del Ministeri de l'Interior del Reich) van assenyalar les dificultats legalistes i administratives dels matrimonis mixtos i van suggerir la dissolució obligatòria dels matrimonis mixts o un ús més ampli de l'esterilització com a alternativa més senzilla. Erich Neumann del Pla Quatrienal defensava l'exempció dels jueus que treballaven en indústries vitals per a l'esforç bèl·lic i per als quals no hi havia substituts disponibles. Heydrich li va assegurar que aquesta era ja la política; aquests jueus no serien assassinats. Josef Bühler, secretari d'Estat del Govern General, va declarar el seu suport al pla i la seva esperança que els assassinats comencessin el més aviat possible. Cap al final de la reunió es va fer servir el cognac i, després, la conversa es va reduir. "Els senyors estaven junts o asseguts junts", va dir Eichmann, "i estaven discutint el tema de manera força contundent, de manera molt diferent del llenguatge que vaig haver d'utilitzar més endavant en el registre. Durant la conversa no en van picar cap paraula" ... van parlar de mètodes d'assassinat, de liquidació, d'extermini " Eichmann va registrar que Heydrich estava satisfet amb el transcurs de la reunió. Havia esperat molta resistència, va recordar Eichmann, però, en canvi, havia trobat "un ambient no només d'acord per part dels participants, sinó que, més que això, es podia sentir un acord que havia pres una forma que no havia estat "esperat".

## Protocol de Wannsee

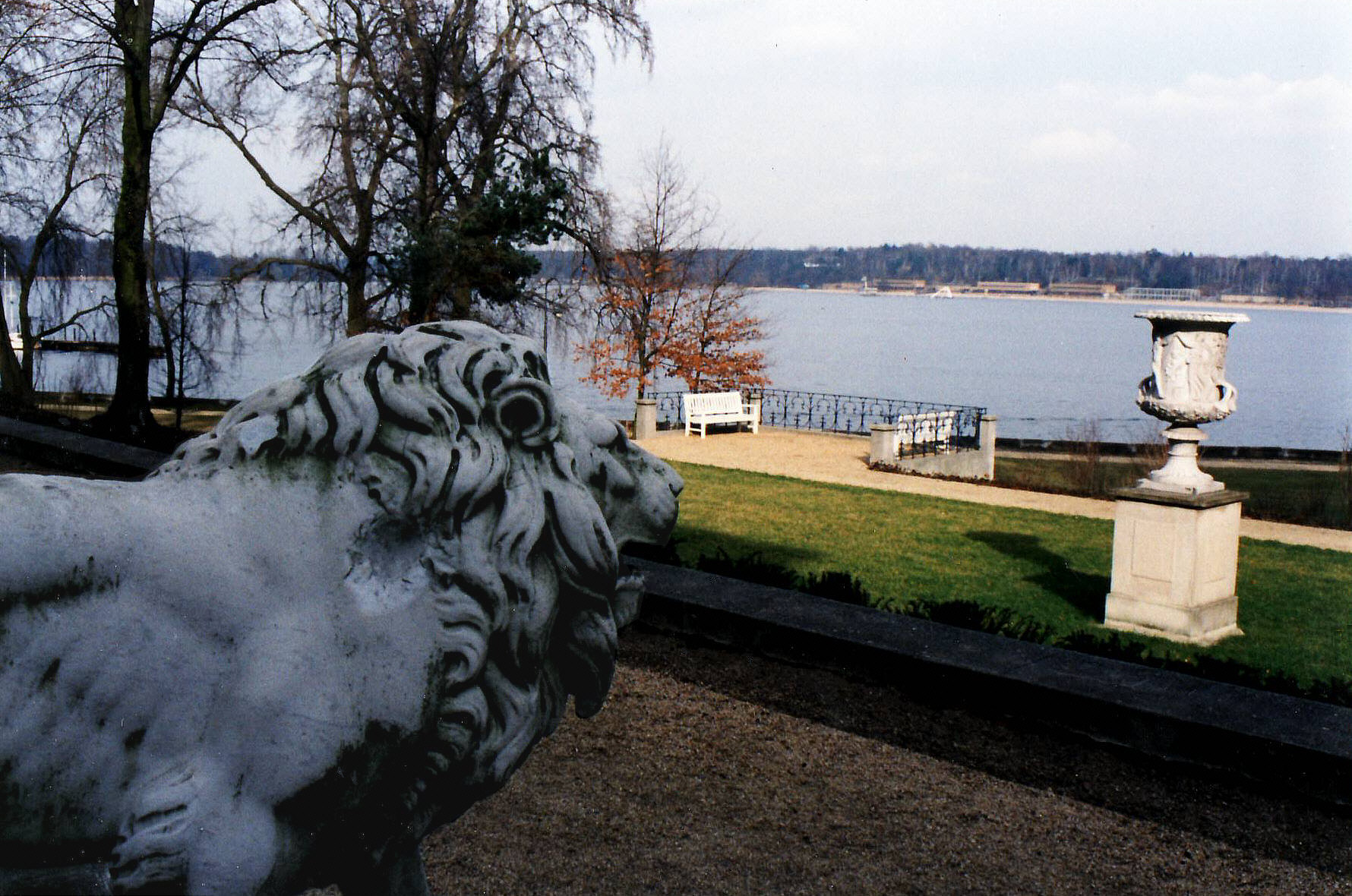
Vista del llac Großer Wannsee des de la vila al 56–58 am Grossen Wannsee, on es va celebrar la conferència

Al final de la reunió, Heydrich va donar a Eichmann instruccions fermes sobre el que havia de figurar a l'acta. No havien de ser textualment: Eichmann assegurava que no hi apareixia res massa explícit. Va dir en el seu judici : "Com ho diré? Certes expressions de l'argot i de l'argot han de ser traduïdes al llenguatge oficial". Eichmann va condensar els seus registres en un document que descrivia l'objectiu de la reunió i les intencions del règim d'avançar. Va declarar en el seu judici que va ser editat personalment per Heydrich i, per tant, reflectia el missatge que pretenia que els participants retiressin de la reunió. Còpies de l'acta (coneguda de la paraula alemanya per "minutes" com a "Protocol de Wannsee") van ser enviats per Eichmann a tots els participants després de la reunió. La majoria d'aquestes còpies van ser destruïdes al final de la guerra mentre els participants i altres oficials van intentar cobrir les seves pistes. No va ser fins al 1947 que la còpia de Luther (número 16 de 30 exemplars preparats) va ser trobada per Robert Kempner, fiscal dels Estats Units al Tribunal Militar Internacional de Nuremberg, en fitxers que havien estat confiscats al Ministeri d'Afers Exteriors alemany.

## Interpretació

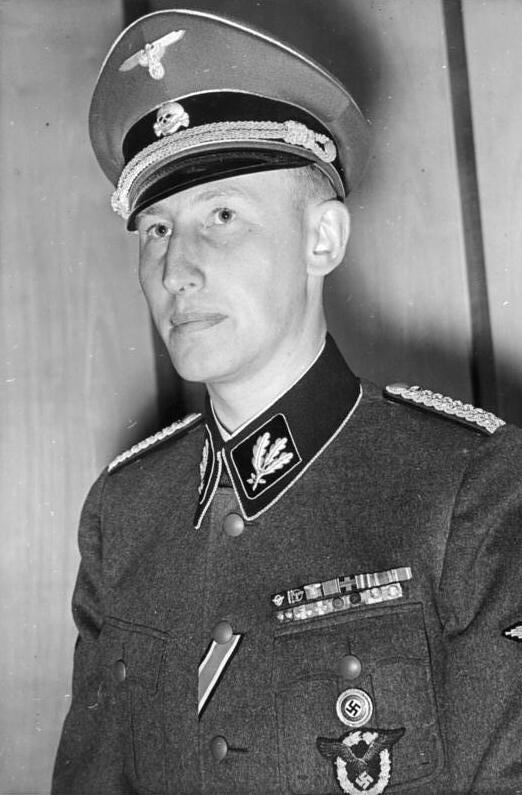
Reinhard Heydrich

La conferència de Wannsee va durar només uns noranta minuts. L'enorme importància que els escriptors de la postguerra van donar a la conferència no va ser evident per a la majoria dels seus participants en aquell moment. Heydrich no va convocar la reunió per prendre noves decisions fonamentals sobre la qüestió jueva. Els assassinats massius de jueus als territoris conquerits a la Unió Soviètica i Polònia estaven en curs, i un nou camp d'extermini ja estava en construcció a Belzec en el moment de la conferència; altres camps d'extermini es trobaven en fase de planificació. La decisió d'exterminar els jueus ja s'havia pres, i Heydrich, com a emissari de Himmler, va celebrar la reunió per garantir la cooperació dels diversos departaments en la realització de les deportacions. Les observacions de l'historiador Laurence Rees recolzen la posició de Longerich segons la qual la decisió sobre el destí dels jueus es va determinar abans de la conferència; Rees assenyala que la Conferència de Wannsee va ser realment una reunió de "funcionaris de segon nivell" i subratlla que ni Himmler, ni Goebbels ni Hitler hi eren presents. Segons Longerich, un dels objectius principals de la reunió era subratllar que un cop finalitzades les deportacions, el destí dels deportats es va convertir en un assumpte intern de les SS, totalment fora de la competència de qualsevol altra agència. Un objectiu secundari era determinar l'abast de les deportacions i arribar a definicions de qui era jueu i qui era Mischling. "Els representants de la burocràcia ministerial havien deixat clar que no tenien cap preocupació pel principi de la deportació per se. Aquest va ser el resultat crucial de la reunió i la principal raó per la qual Heydrich havia preparat una acta detallada i una difusió àmplia", va dir Longerich. La seva presència a la reunió també va assegurar que tots els assistents fossin còmplices i accessoris dels assassinats que estaven a punt de començar.
El biògraf d'Eichmann, David Cesarani, coincideix amb la interpretació de Longerich; assenyala que el propòsit principal de Heydrich era imposar la seva pròpia autoritat als diversos ministeris i organismes implicats en qüestions de política jueva, i evitar qualsevol repetició de les disputes que havien sorgit anteriorment en la campanya d'aniquilació. "La manera més senzilla i decisiva que Heydrich pogués assegurar el bon flux de les deportacions", escriu, "va ser afirmant el seu control total sobre el destí dels jueus al Reich i a l'est, i [per] obligar altres les parts interessades es posin en pràctica la línia de la RSHA".

## La casa de la Conferència de Wannsee
El 1965, l'historiador Joseph Wulf va proposar que la casa Wannsee fos convertida en un centre de memòria i documents de l'Holocaust, però el govern alemany occidental no hi va mostrar cap interès. L'edifici era una escola i no es disposava de fons per al canvi. Descoratjat davant el fracàs del projecte i el fracàs del govern alemany occidental per perseguir i condemnar criminals de guerra nazis, Wulf es va suïcidar el 1974.

El 20 de gener de 1992, en el cinquantenari de la conferència, el lloc es va inaugurar finalment com a monument i museu de l'Holocaust conegut com Haus der Wannsee-Konferenz (Casa de la Conferència de Wannsee). El museu també acull exposicions permanents de textos i fotografies que documenten els esdeveniments de l'Holocaust i la seva planificació. La Joseph Wulf Bibliothek / Mediothek del segon pis allotja una gran col·lecció de llibres sobre l'era nazi, a més d'altres materials com microfilms i documents originals nazis.

## Cinema
Els successos de la conferència van ser exposats en dues pel·lícules. El 1984, una producció alemanya "The Wannsee Conference (La Conferència de Wannsee), que dura 85 minuts, exactament la duració de la conferència real. El 2001 es realitzà una producció Conspiracy, amb l'actuació de Kenneth Branagh com Heydrich y de Stanley Tucci como Eichmann. Ambdues pel·lícules han rebut nombrosos elogis.
La conferència (originalment en alemany, Die Wannseekonferenz) també és un docudrama de la televisió alemany premiat amb múltiples premis, emès per primera vegada el 24 de gener de 2022. El director Matti Geschonneck recrea la Conferència de Wannsee celebrada el 20 de gener de 1942, basant-se en un guió de Magnus Vattrodt. Philipp Hochmair interpreta el paper de Reinhard Heydrich.